# Cobar
Cobar är en ort i Australien. Den ligger i kommunen Cobar och delstaten New South Wales, i den sydöstra delen av landet, omkring 570 kilometer nordväst om delstatshuvudstaden Sydney. Antalet invånare är 4 199.
Trakten runt Cobar är nära nog obefolkad, med mindre än två invånare per kvadratkilometer.. Det finns inga andra samhällen i närheten.
Omgivningarna runt Cobar är i huvudsak ett öppet busklandskap. Genomsnittlig årsnederbörd är 384 millimeter. Den regnigaste månaden är februari, med i genomsnitt 78 mm nederbörd, och den torraste är oktober, med 2 mm nederbörd.